# Teutobod
Teutobod of Theudobod was een koning van de Germaanse stam van de Teutonen. Bij de Slag bij Aquae Sextiae in 102 v.Chr. werden de Teutonen nagenoeg vernietigd door de Romeinen. Teutobod werd samen met 20.000 van zijn stamgenoten gevangengenomen. Hierna verdwenen hij en zijn stam uit de geschiedenis. Hij is waarschijnlijk naar Rome afgevoerd om in een Romeinse triomftocht mee te moeten lopen en nadien ritueel terechtgesteld. 